# Łapacina (obwód homelski)
Łapacina (biał. Лапаціна; ros. Лопатино, Łopatino; pol. hist. Łopatyn) – wieś na Białorusi, w obwodzie homelskim, w rejonie homelskim, w sielsowiecie Pakalubiczy.
W pobliżu znajduje się port lotniczy Homel.

## Historia
W XIX i w początkach XX w. położona była w Rosji, w guberni mohylewskiej, w powiecie homelskim. Następnie w granicach Związku Sowieckiego. Od 1991 w niepodległej Białorusi.